# TMEM141
TMEM141 (англ. Transmembrane protein 141) – білок, який кодується однойменним геном, розташованим у людей на 9-й хромосомі. Довжина поліпептидного ланцюга білка становить 108 амінокислот, а молекулярна маса — 11 875.
| 10         |  | 20         |  | 30         |  | 40         |  | 50         |
| ---------- |  | ---------- |  | ---------- |  | ---------- |  | ---------- |
| MVNLGLSRVD |  | DAVAAKHPGL |  | GEYAACQSHA |  | FMKGVFTFVT |  | GTGMAFGLQM |
| FIQRKFPYPL |  | QWSLLVAVVA |  | GSVVSYGVTR |  | VESEKCNNLW |  | LFLETGQLPK |
| DRSTDQRS   |  |            |  |            |  |            |  |            |

A: Аланін

C: Цистеїн

D: Аспарагінова кислота

E: Глутамінова кислота

F: Фенілаланін

G: Гліцин

H: Гістидин

I: Ізолейцин

K: Лізин

L: Лейцин

M: Метіонін

N: Аспарагін

P: Пролін

Q: Глутамін

R: Аргінін

S: Серин

T: Треонін

V: Валін

W: Триптофан

Локалізований у мембрані.